# De Hoef (Utrecht)
De Hoef is een klein dorp in de gemeente De Ronde Venen in de Nederlandse provincie Utrecht. Het dorp wordt doorsneden door het riviertje de Kromme Mijdrecht en heeft 890 inwoners (2023).
In de katholieke H. Antonius van Paduakerk staat een vroeg-negentiende-eeuws orgel gebouwd door Wander Beekes.
Tot 1936 liep er door De Hoef de spoorlijn van het traject Uithoorn–Alphen aan den Rijn. Het oude stationsgebouw is niet meer aanwezig, maar nog wel een wachterswoning.
De Hoef bevindt zich op het drieprovinciënpunt van de provincies Noord-Holland, Zuid-Holland en Utrecht.

## Sport
De Hoef heeft een gecombineerde voet- en handbalvereniging genaamd HSV '69.

## Geboren in De Hoef
- Nicolien Sauerbreij (31 juli 1979), Nederlands snowboardster.

## Galerij

Rijksmonumenten in De Hoef
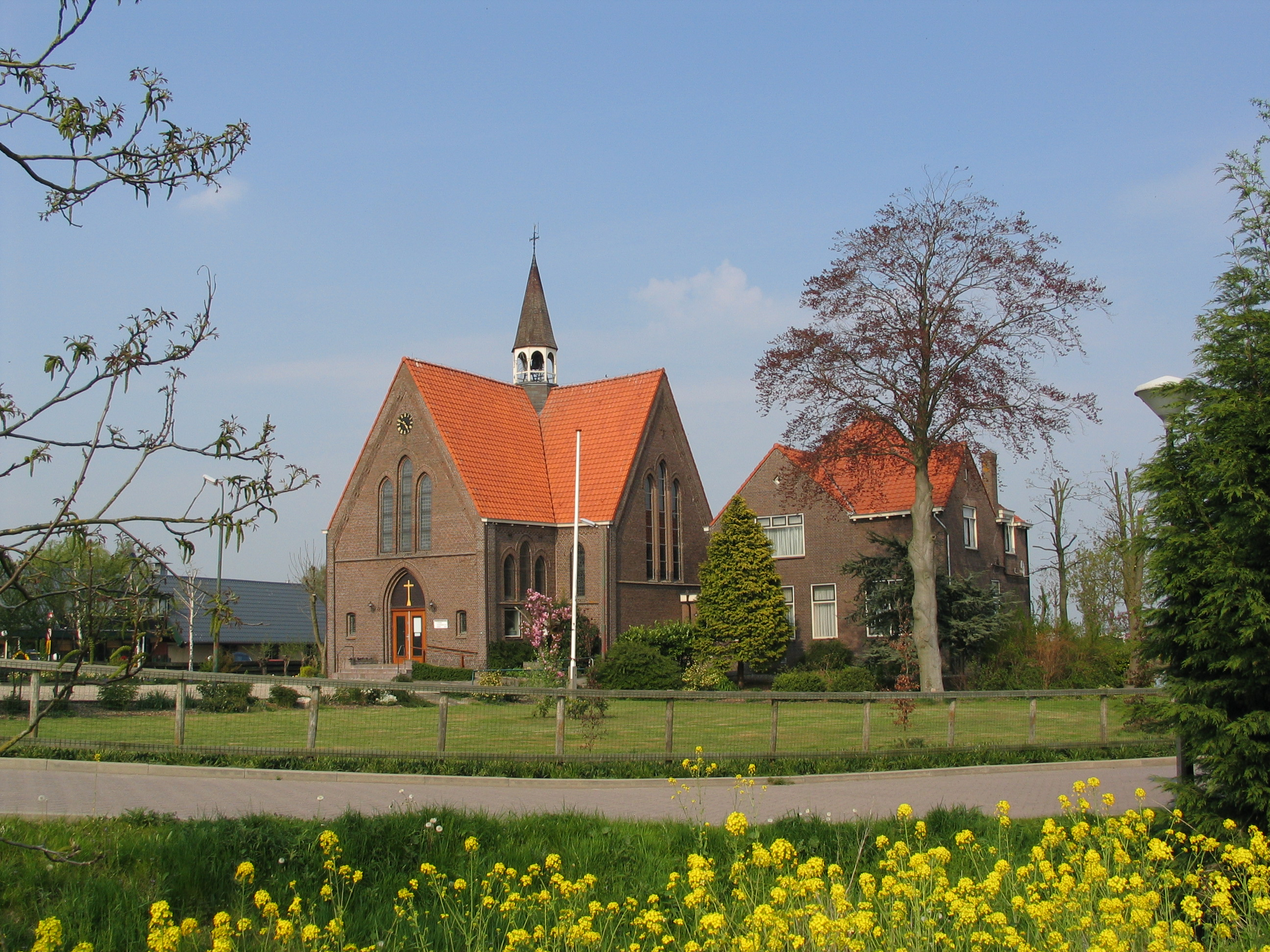
Rooms-Katholieke H. Antonius van Paduakerk.
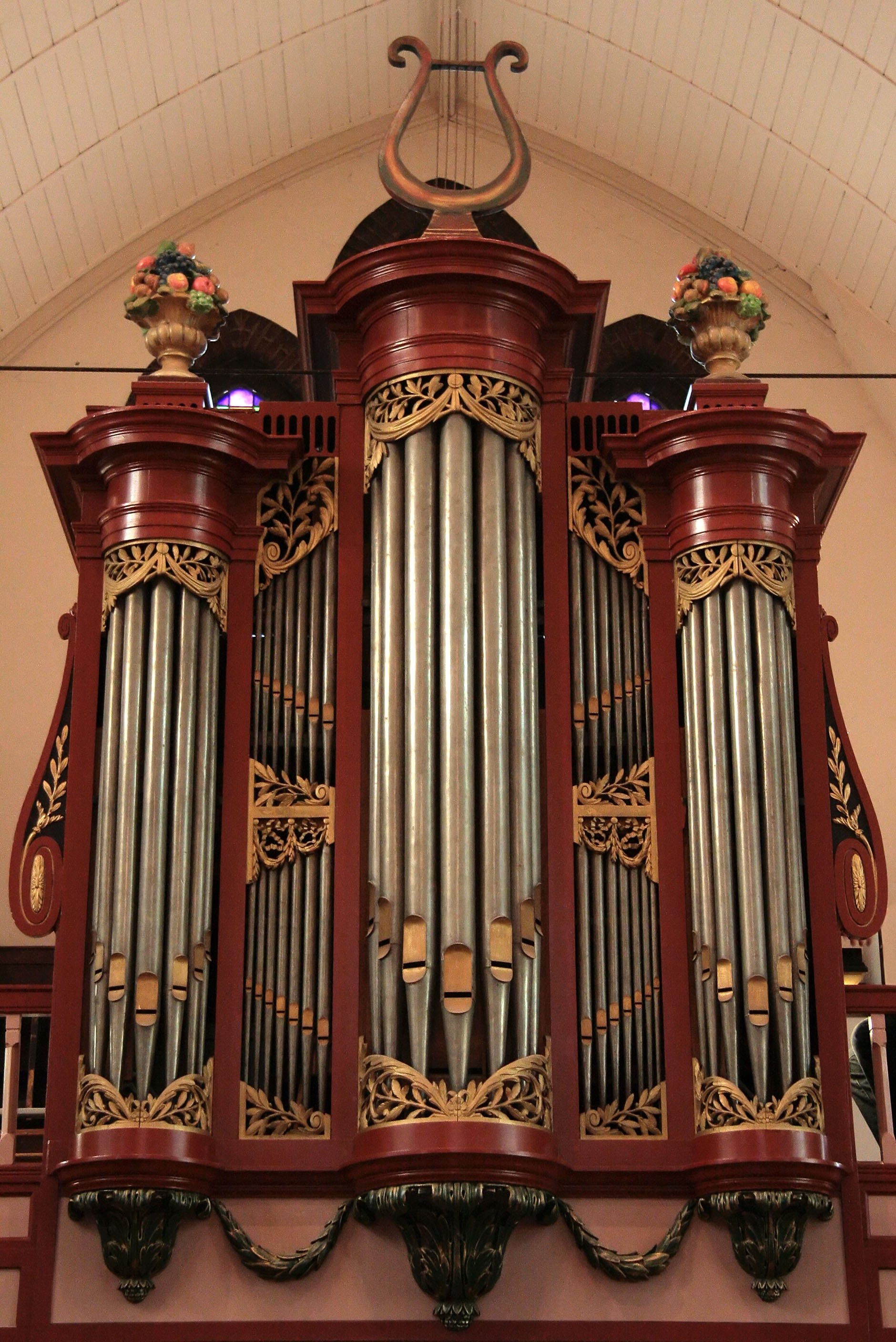
Orgel met twee klavieren en aangehangen pedaal in de H. Antonius van Paduakerk.
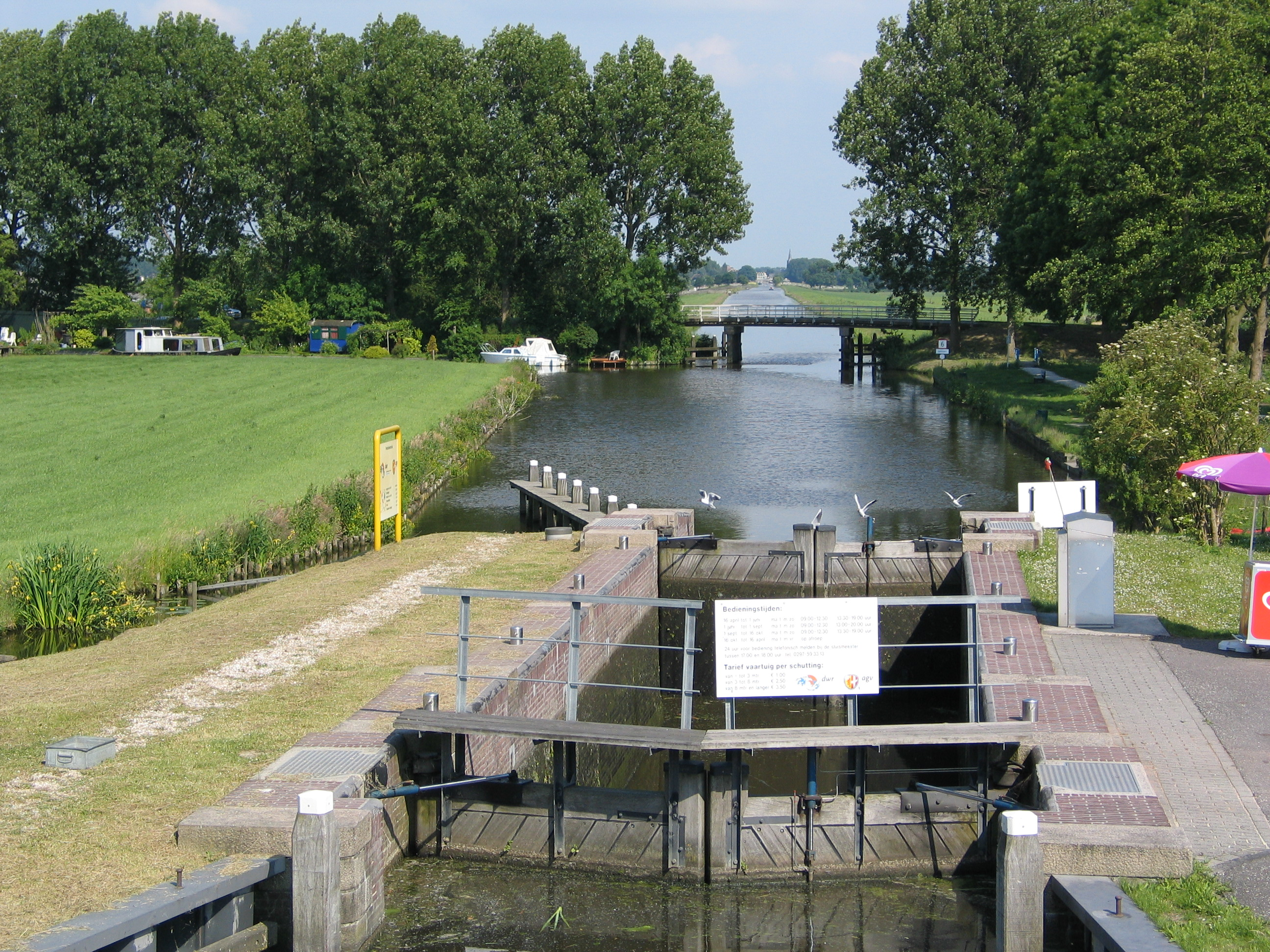
Pondkoekersluis.
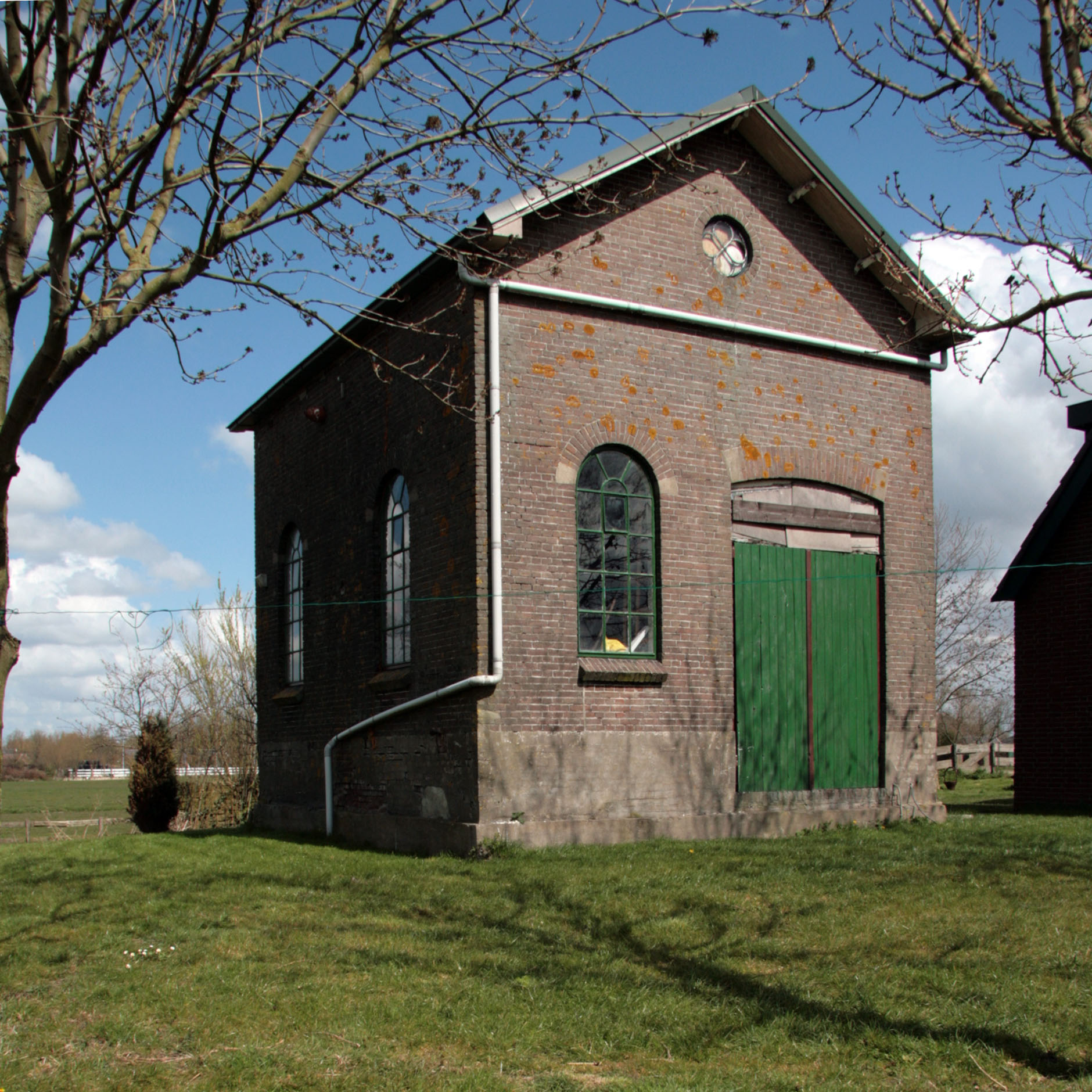
Gemaal Blokland

Dorpen: Abcoude · Amstelhoek · Baambrugge · De Hoef · Mijdrecht · Vinkeveen · Waverveen · Wilnis

Buurtschappen: Aan de Zuwe · Achterbos · Baambrugse Zuwe · Botshol · Demmerik · Donkereind · Geer · Gemaal · Groenlandsekade · Kromme Mijdrecht · Mennonietenbuurt · Nessersluis · Stokkelaarsbrug · Vinkenkade

Utrecht · Plaatsen in de provincie      Nederland · Provincies · Gemeenten